# Radio Muhabura
Pour les articles homonymes, voir  Muhabura.
Radio Muhabura est une station de radio du FPR (Front patriotique rwandais) active pendant la guerre civile rwandaise de 1990 à 1994.    
La station a été créée en 1991 et diffusait ses émissions depuis l'Ouganda. Ce fut la première alternative à Radio Rwanda, et ses émissions atteignait tout le sud du Rwanda vers le milieu de l'année 1992. Elle incitait à la résistance armée à l'encontre du gouvernement "extrémiste" rwandais. Dans une émission diffusée en octobre 1992, il fut affirmé que les milices du parti gouvernemental avaient "mis au point des pièges destinés à exterminer les jeunes". Dès janvier 1993, quelques mois avant la diffusion de la RTLM, Radio Muhabura avait accusé le gouvernement rwandais de génocide. La radio a systématiquement nié toute implication du FPR dans les meurtres de civils et a promu la résistance au "pouvoir hutu", au gouvernement Habyarimana et à la désertion des militaires. 

## Voir également
- Haine des médias (en)
- Mont Muhabura